# 김선자 (범죄인)
김선자(한국 한자: 金宣子, 1939년 ~ 1997년 12월 30일)는 대한민국의 연쇄살인범이다. 1986년 10월부터 1988년 8월까지 채권자와 자신의 친구들, 아버지, 여동생에게 사이안화 칼륨이 들어간 음료수를 마시게 하고 6명 중 5명을 살해한 것으로 유명하며 대한민국 역사상 2번째 여성 연쇄살인범이기도 하다.

## 범행 이전의 행적
김선자는 원래 서울특별시 중구 신당동에 거주하던 가정주부로서 슬하에 아들 3명을 두고 있었다. 페인트공으로 일하던 남편의 생활비에 의존하던 김선자는 잦은 카바레 출입, 노름으로 인해 씀씀이가 늘어나면서 주변 사람들로부터 돈을 빌리게 되었지만 시간이 지나면서 감당할 수 없는 빚을 안게 된다. 결국 김선자는 채권자를 살해하고 이들의 금품을 빼앗기로 결심한다.

## 범행 과정
김선자는 1986년 10월 31일에 서울 중구 신당동에 거주하던 자신의 친구이자 계원인 김계환(여자, 당시 49세)에게 목욕탕에 함께 가자고 제안하고 김계환을 목욕탕으로 유인하게 된다. 김계환은 김선자로부터 받은 청산염이 들어간 쌍화탕을 마시고 쓰러지고 만다. 김계환은 인근 병원으로 옮겨졌지만 심한 경련과 호흡곤란으로 인해 사망하고 만다. 1차 범행을 저지른 김선자는 김계환의 목걸이와 반지를 훔치고 도망쳤지만 경찰은 별다른 증거를 찾지 못했다고 한다.
1987년 4월 4일에는 서울 중구 신당동에 거주하던 채권자인 전순자(여자, 당시 50세)에게 영등포에서 돈을 받기 위해 시내버스를 함께 타자고 제안했다. 김선자는 2차 범행 이전에 전순자로부터 700만 원을 빌려온 상태였고 사건 당일에 전순자와 함께 시내버스에 탑승하게 된다. 전순자는 김선자로부터 받은 청산염이 들어간 정체불명의 음료수를 마시고 독극물 중독 증세를 호소하면서 버스 안에서 쓰러지고 만다. 전순자는 인근 병원으로 옮겨졌지만 그 자리에서 사망하고 만다.
1988년 2월 10일에는 서울 중구 신당동에 거주하던 채권자인 김순자(여자, 당시 46세)에게 채무자로부터 돈을 받기 위해 다방에 함께 가자고 제안했다. 김선자는 3차 범행 이전에 김순자로부터 120만 원을 빌려온 상태였고 사건 당일에 김순자와 함께 다방으로 가게 된다. 김선자는 김순자와 함께 채무자가 오기를 기다렸지만 채무자는 끝내 다방에 나오지 않았다. 김순자는 김선자로부터 받은 청산염이 들어간 율무차를 마셨고 택시를 타고 집으로 돌아오던 도중에 구토 증세를 호소했다. 김선자는 김순자에게 건강음료를 마시면 괜찮아질 것이라고 생각하고 택시에서 함께 내리자고 제안했지만 김선자의 행동을 의심한 김순자는 이를 무시했다. 김선자는 김순자를 살인하려던 계획이 미수에 그친 이후에 김순자에게 빌린 120만 원을 갚았고 김순자의 집을 방문해서 김순자의 안부를 물었다고 한다.
1988년 3월 27일에는 친척의 회갑연에 참석하고 귀가하던 자신의 아버지인 김종춘(당시 73세)과 함께 시외버스에 탑승하게 된다. 아버지와 함께 시외버스에 타고 있던 김선자는 4차 범행 과정에서 청산염이 들어간 건강음료를 아버지에게 건네주었다. 버스 안에서 독극물 중독 증세로 인해 실신한 김종춘은 인근 병원으로 옮겨졌지만 사망하고 만다.
1988년 4월 29일에는 서울 성동구(현재의 서울 광진구) 화양동 어린이대공원 방면으로 가는 시내버스를 기다리던 자신의 여동생인 김문자(당시 46세)에게 청산염이 들어간 건강음료를 건네주었다. 김선자는 5차 범행 이전에 김문자로부터 1,000만 원을 빌려온 상태였다. 시내버스 안에서 독극물 중독 증세로 인해 쓰러진 김문자는 버스에 같이 타고 있던 승객들에 의해 인근 병원으로 옮겨졌지만 사망하고 만다. 범행을 저지른 김선자는 버스에서 내리는 과정에서 김문자가 갖고 있던 핸드백과 귀금속을 훔치고 도망쳤다고 한다.
1988년 8월 8일에는 서울 종로구 숭인동에 위치한 다방에서 서울 종로구 창신동에 거주하던 자신의 12촌 사촌 조카인 손시원(여자, 당시 46세)을 만났다. 김선자는 손시원에게 집을 사는 데에 필요한 계약금을 명목으로 484만 원을 빌린 다음에 청산염이 들어간 음료수를 건네주면서 6차 범행을 저지르게 된다. 손시원은 서울 용산구 서빙고동 방면으로 가던 시내버스 안에서 어지러움을 호소하면서 갑자기 쓰러졌고 인근 병원으로 옮겨졌지만 사망하고 만다.

## 체포와 사형 집행
김선자는 1988년 9월 2일에 서울용산경찰서로부터 강도살인 혐의로 체포되었다. 경찰은 김선자에 의해 살해당한 이후에 매장된 상태로 있던 4명의 시신에 대한 부검을 실시했는데 이들의 시신 4구 가운데 3구에서 사이안화 칼륨 성분이 검출되었다.
김선자는 범행을 강력히 부인했지만 경찰은 확실한 범행 증거를 잡기 위해 김선자의 자택을 압수 수색하게 된다. 또한 사건의 피의자가 여자였기 때문에 여경들이 김선자의 몸을 수색했다고 한다. 경찰은 김선자의 자택에서 김선자가 피해자들을 살해하고 훔친 다이아몬드 반지, 귀금속, 현금을 발견했다. 또한 김선자가 손시원을 살해한 다음 날에 조흥은행 사당동지점에 개설된 계좌에 손시원이 소유했던 수표를 입금한 점, 손시원이 소유했던 수표에 김선자의 서명이 남아 있는 점을 근거로 김선자를 해당 사건의 범인으로 판단했다.
김선자는 범행 당시에 오래된 일본식 가옥에 거주하고 있었다. 김선자의 자택을 압수 수색하던 여경이 재래식 화장실에서 용변을 보던 도중에 나무기둥에 난 작은 구멍을 발견했는데 그 안에는 두루마리처럼 말아 놓은 신문지 뭉치가 있었다. 경찰관이 신문지 뭉치를 풀었는데 그 안에는 김선자가 범행에 사용했던 밤알 크기만한 청산염 덩어리가 들어 있었다. 경찰 조사에 따르면 김선자는 화공약품 회사에 다니는 조카에게 꿩을 잡는 데에 사용한다며 청산가리를 구입했다고 한다.
김선자는 재판 과정에서도 범행을 강력히 부인했지만 1989년에 대법원으로부터 사형을 선고받았다. 김선자는 1997년 12월 30일에 대전광역시 유성구에 위치한 대전교도소에서 사형에 처해졌다. 김선자의 사형이 집행된 이 날에는 대한민국 각지의 교도소에서 흉악범 23명에 대한 사형이 동시에 집행되었는데 이는 현재까지 대한민국에서 마지막으로 집행된 사형이기도 하다.

## 대중 매체에서의 등장
2003년 9월 22일에 문화방송(MBC)에서 방송된 프로그램 《실화극장 죄와 벌》 34화 〈죽음을 부르는 여인 - 연쇄 독극물 살인 사건〉은 김선자 연쇄 독살 사건과 재판 과정을 재연하고 있다. 여기서는 김선자를 비롯한 해당 사건의 당사자들이 가명으로 등장하는데 특히 해당 사건의 범인인 김선자는 이재숙이라는 가명으로 등장한다. 또한 김선자의 범행에 사용된 독극물인 청산염은 엑스투(X2)라는 가명으로 등장한다.
2008년 9월 20일에 KBS 2TV에서 방송된 프로그램 《스펀지》 251화, 2014년 12월 14일에 채널A에서 방송된 프로그램 《실화극장 그날》 2화에서도 김선자 연쇄 독살 사건을 재연하고 있다.

## 같이 보기
- 하야시 마스미
- 사이안화물